# US Open (squash)
Pour les articles homonymes, voir US Open.

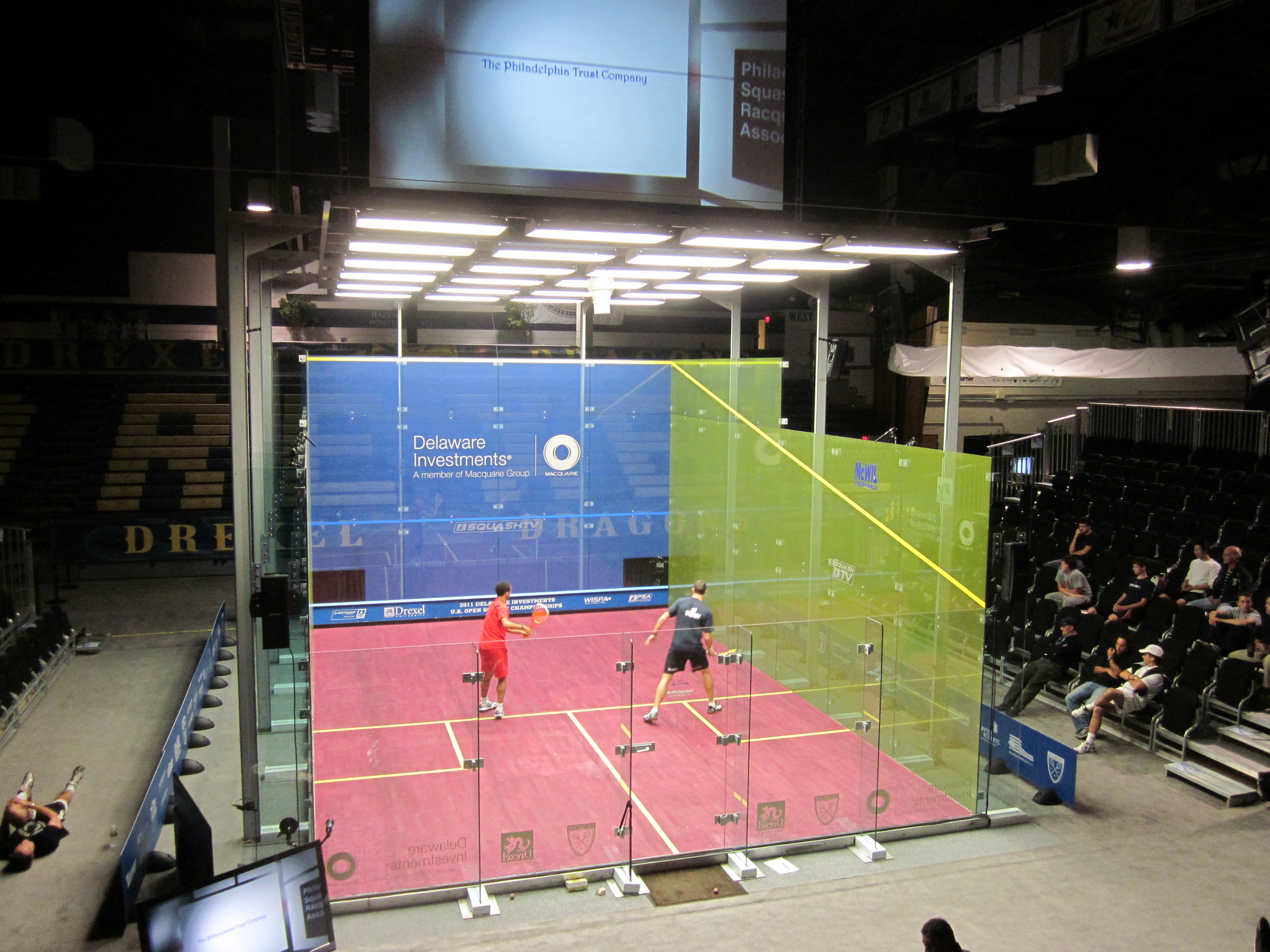
Le court vitré de l'US Open 2011 à l'université Drexel

L'US Open est un tournoi de squash annuel, inscrit au PSA en tant que Super Series. Ce tournoi fut créé en 1954. En 1966, il fut combiné avec le Canadian Open et fut appelé alors le North American Open qui devint l'un des tournois les plus prestigieux du circuit. Enfin en 1985, l'US Open (United States Open) retrouva son nom d'origine en utilisant un format international (à noter que le tournoi North American Open continua parallèlement). À partir de 2011, il se tient à l'université Drexel et à partir de 2021, toujours sur le campus mais au nouveau complexe de l'Arlen Specter US Squash Center.

## Palmarès

### Hommes
| Année | Vainqueur                                                  | Finaliste                                                  | Score                                                      |                                                            |
| ----- | ---------------------------------------------------------- | ---------------------------------------------------------- | ---------------------------------------------------------- | ---------------------------------------------------------- |
| 2024  | Ali Farag                                                  | Diego Elías                                                | 11–4, 11–8, 11–4 (39 min)                                  |                                                            |
| 2023  | Paul Coll                                                  | Ali Farag                                                  | 11-7, 11-7, 8-11, 8-11, 12-10 (98 min)                     |                                                            |
| 2022  | Diego Elías                                                | Ali Farag                                                  | 2-0, rtd                                                   |                                                            |
| 2021  | Mostafa Asal                                               | Tarek Momen                                                | 5-11, 5-11, 11-9, 12-10, 11-3 (91 min)                     |                                                            |
| 2020  | annulé en raison de la pandémie de Covid-19 aux États-Unis | annulé en raison de la pandémie de Covid-19 aux États-Unis | annulé en raison de la pandémie de Covid-19 aux États-Unis | annulé en raison de la pandémie de Covid-19 aux États-Unis |
| 2019  | Ali Farag                                                  | Mohamed El Shorbagy                                        | 11-4, 11-7, 11-2 (40 min)                                  |                                                            |
| 2018  | Mohamed El Shorbagy                                        | Simon Rösner                                               | 8-11, 11-8, 6-11, 11-8, 11-4 (73 min)                      |                                                            |
| 2017  | Ali Farag                                                  | Mohamed El Shorbagy                                        | 12-10, 11-9, 11-8 (49 min),                                |                                                            |
| 2016  | Mohamed El Shorbagy                                        | Nick Matthew                                               | 10-12, 12-14, 11-1, 11-4, 3-0                              |                                                            |
| 2015  | Grégory Gaultier                                           | Omar Mosaad                                                | 11-6, 11-3, 11-5                                           |                                                            |
| 2014  | Mohamed El Shorbagy                                        | Nick Matthew                                               | 8-11, 11-9, 11-3, 11-3                                     |                                                            |
| 2013  | Grégory Gaultier                                           | Nick Matthew                                               | 11-4, 11-5, 11-5                                           |                                                            |
| 2012  | Ramy Ashour                                                | Grégory Gaultier                                           | 11-4, 11-9, 11-9                                           |                                                            |
| 2011  | Amr Shabana                                                | Nick Matthew                                               | 11-9, 8-11, 11-2, 11-4                                     |                                                            |
| 2010  | Wael El Hindi                                              | Laurens Jan Anjema                                         | 11-8, 5-11, 11-7, 11-7                                     |                                                            |
| 2009  | Amr Shabana                                                | Ramy Ashour                                                | 11-7, 11-2, 7-11, 12-14, 11-8                              |                                                            |
| 2008  | non disputé                                                | non disputé                                                | non disputé                                                |                                                            |
| 2007  | Nick Matthew                                               | James Willstrop                                            | 11-7, 11-4, 11-7                                           |                                                            |
| 2006  | Grégory Gaultier                                           | Amr Shabana                                                | 11-5, 7-11, 11-4, 11-9                                     |                                                            |
| 2005  | Lee Beachill                                               | David Palmer                                               | 11-7, 9-11, 8-11, 11-1, 11-8                               |                                                            |
| 2004  | Lee Beachill                                               | Peter Nicol                                                | 11-8, 11-9, 11-9                                           |                                                            |
| 2003  | Peter Nicol                                                | David Palmer                                               | 15-10, 14-15, 15-14, 17-15                                 |                                                            |
| 2002  | David Palmer                                               | Stewart Boswell                                            | 15-13, 15-10, 15-11                                        |                                                            |
| 2001  | Peter Nicol                                                | Jonathon Power                                             | 15-7, 15-5, 15-6                                           |                                                            |
| 2000  | Jonathon Power                                             | Simon Parke                                                | 15-3, 11-15, 15-12, 15-12                                  |                                                            |
| 1999  | Simon Parke                                                | Jonathon Power                                             | 15-13, 15-7, 8-15, 7-15, 15-13                             |                                                            |
| 1998  | Peter Nicol                                                | Jonathon Power                                             | 10-15, 15-12, 15-11, 15-3                                  |                                                            |
| 1997  | Jonathon Power                                             | Simon Parke                                                | 15-6, 15-10, 15-9                                          |                                                            |
| 1996  | Rodney Eyles                                               | Peter Nicol                                                | 9-15, 17-15, 15-12, 15-17, 15-12                           |                                                            |
| 1995  | Jansher Khan                                               | Simon Parke                                                | 15-11, 17-16, 15-8                                         |                                                            |
| 1994  | Peter Nicol                                                | Chris Walker                                               | 15-13, 15-9, 13-15, 12-15, 15-5                            |                                                            |
| 1993  | Rodney Eyles                                               | Paul Lord                                                  | 15-7, 15-11, 7-15, 15-12                                   |                                                            |
| 1992  | non disputé                                                | non disputé                                                | non disputé                                                |                                                            |
| 1991  | Rodney Martin                                              | Brett Martin                                               | 15-11, 15-11, 13-15, 15-6                                  |                                                            |
| 1990  | Jansher Khan                                               | Chris Robertson                                            | 13-15, 15-5, 15-7, 15-7                                    |                                                            |
| 1989  | Rodney Martin                                              | Jansher Khan                                               | 15-9, 1-15, 15-12, 15-12                                   |                                                            |
| 1988  | Jahangir Khan                                              | Chris Dittmar                                              | 15-11, 15-6, 15-11                                         |                                                            |
| 1987  | Jansher Khan                                               | Chris Dittmar                                              | 15-7, 11-15, 15-1, 15-7                                    |                                                            |
| 1986  | Stuart Davenport                                           | Ross Norman                                                | 16-17, 5-15, 15-10, 15-10, 15-10                           |                                                            |
| 1985  | Jahangir Khan                                              | Ross Norman                                                | 15-4, 15-5, 15-8                                           |                                                            |

### Femmes
| Année | Vainqueur                                                  | Finaliste                                                  | Score                                                      |                                                            |
| ----- | ---------------------------------------------------------- | ---------------------------------------------------------- | ---------------------------------------------------------- | ---------------------------------------------------------- |
| 2024  | Nouran Gohar                                               | Nour El Sherbini                                           | 11–8, 11–9, 10–12, 11–7 (51 min)                           |                                                            |
| 2023  | Nour El Sherbini                                           | Hania El Hammamy                                           | 11-6, 11-6, 11-7 (35 min)                                  |                                                            |
| 2022  | Nouran Gohar                                               | Nour El Sherbini                                           | 11-7, 9-11, 11-7, 11-6 (51 min)                            |                                                            |
| 2021  | Nouran Gohar                                               | Hania El Hammamy                                           | 9-11, 11-9, 11-7, 11-3 (74 min)                            |                                                            |
| 2020  | annulé en raison de la pandémie de Covid-19 aux États-Unis | annulé en raison de la pandémie de Covid-19 aux États-Unis | annulé en raison de la pandémie de Covid-19 aux États-Unis | annulé en raison de la pandémie de Covid-19 aux États-Unis |
| 2019  | Nouran Gohar                                               | Nour El Tayeb                                              | 3-11, 8-11, 14-12, 11-8, 11-7 (67 min)                     |                                                            |
| 2018  | Raneem El Weleily                                          | Nour El Sherbini                                           | 11-6, 11-9, 11-8 (33 min)                                  |                                                            |
| 2017  | Nour El Tayeb                                              | Raneem El Weleily                                          | 8-11, 11-4, 5-11, 11-7, 11-5 (52 min),                     |                                                            |
| 2016  | Camille Serme                                              | Nour El Sherbini                                           | 11-8, 7-11, 12-10, 11-9                                    |                                                            |
| 2015  | Laura Massaro                                              | Nour El Tayeb                                              | 11-6, 9-11, 6-11, 11-8, 11-7                               |                                                            |
| 2014  | Nicol David                                                | Nour El Sherbini                                           | 11-5, 12-10, 12-10                                         |                                                            |
| 2013  | Nicol David                                                | Laura Massaro                                              | 13-11, 11-13, 7-11, 11-8, 11-5                             |                                                            |
| 2012  | Nicol David                                                | Raneem El Weleily                                          | 14-12, 8-11, 11-7, 11-7                                    |                                                            |
| 2011  | Laura Massaro                                              | Kasey Brown                                                | 5-11, 11-5, 11-5, 11-3                                     |                                                            |
| 2010  | Vanessa Atkinson                                           | Amanda Sobhy                                               | 11-6, 11-4, 11-8                                           |                                                            |
| 2009  | Jenny Duncalf                                              | Alison Waters                                              | 11-7, 11-9, 6-11, 11-9                                     |                                                            |
| 2008  | non disputé                                                | non disputé                                                | non disputé                                                |                                                            |
| 2007  | Natalie Grainger                                           | Jenny Duncalf                                              | 9-3, 9-4, 9-6                                              |                                                            |
| 2006  | Rachael Grinham                                            | Natalie Grainger                                           | 6-9, 9-6, 9-1, 1-9, 9-4                                    |                                                            |
| 2005  | Natalie Grinham                                            | Vicky Botwright                                            | 9-7, 9-10, 9-3, 9-4                                        |                                                            |
| 2004  | Natalie Grainger                                           | Linda Elriani                                              | 6-9, 9-4, 9-6, 9-4,                                        |                                                            |
| 2003  | Cassie Jackman                                             | Carol Owens                                                | 9-5, 5-9, 4-9, 9-7, 9-5,                                   |                                                            |
| 2002  | Carol Owens                                                | Tania Bailey                                               | 9-7, 9-1, 10-8                                             |                                                            |
| 2001  | non disputé                                                | non disputé                                                | non disputé                                                |                                                            |
| 2000  | non disputé                                                | non disputé                                                | non disputé                                                |                                                            |
| 1999  | Cassie Campion                                             | Michelle Martin                                            | 9-4, 9-4, 4-9, 9-3                                         |                                                            |
| 1998  | Michelle Martin                                            | Sarah Fitz-Gerald                                          | 4-9, 8-10, 9-3, 9-1, 9-6                                   |                                                            |
| 1997  | Cassie Campion                                             | Sabine Schöne                                              | 9-4, 9-4, 9-6                                              |                                                            |
| 1996  | non disputé                                                | non disputé                                                | non disputé                                                |                                                            |
| 1995  | non disputé                                                | non disputé                                                | non disputé                                                |                                                            |
| 1994  | Suzanne Horner                                             | Vicki Cardwell                                             | 9-3, 9-0, 9-2                                              |                                                            |
| 1993  | Cassie Campion                                             | Suzanne Horner                                             | 9-5, 9-5, 9-5                                              |                                                            |